# Mata de Plátano, Apatzingán
Mata de Plátano är en ort i Mexiko.   Den ligger i kommunen Apatzingán och delstaten Michoacán de Ocampo, i den södra delen av landet, 400 km väster om huvudstaden Mexico City. Mata de Plátano ligger 290 meter över havet och antalet invånare är 221.
Terrängen runt Mata de Plátano är varierad. Runt Mata de Plátano är det ganska tätbefolkat, med 72 invånare per kvadratkilometer. Närmaste större samhälle är Apatzingán, 15,3 km öster om Mata de Plátano. Omgivningarna runt Mata de Plátano är en mosaik av jordbruksmark och naturlig växtlighet.